# Ананиев, Георги
Георги Герванов Ананиев (12 апреля 1950, Косача, Перникская область, БНР –  26 января 2021) – болгарский государственный и политический деятель ,Министр обороны Болгарии (1997—1999).

## Биография
Окончил металлургический техникуме в Пернике, затем в 1974 году – Горно-геологический институт в Софии. Работал инженером в различные компании. В 1990-е годы стал членом Союза демократических сил Болгарии. В начале 1992 года работал заместителем председателя Софийской области.
Позже, заместитем министра. В 1994 году избран в Народное собрание Болгарии.
В феврале 1997 года Ананьев занял пост министра обороны страны в правительстве Стефана Софиянского и сохранил свою должность после формирования кабинета И. Костова. Был первым болгарским министром обороны, посетивший Пентагон в США.
Георгий Ананьев скончался в возрасте 70 лет 26 января 2021 года от осложнений, вызванных  коронавирусом